# Campeonato do Mundo de Polo de 2017
O Campeonato do Mundo de Polo de 2017, ou XI Campeonato do Mundo FIP, foi a décima primeira edição do maior torneio de polo do mundo, disputado em Sydney, na Austrália, de 21 a 29 de outubro de 2017.
O campeonato foi vencido pela Argentina, que obteve o seu quinto título mundial, ao derrotar o Chile por 8-7 na final.

## Qualificação
Um total de 8 vagas foram oferecidas para o torneio, sendo que as seleções chilena e australiana garantiram vaga para o torneio sem passar pelos torneios qualificatórios. O Chile classificou-se por ser defensor do título mundial, já a Austrália, classificou-se como sede do torneio.
As outras 6 vagas foram decididas por meio de torneios qualificatórios divididos por Zonas. As vagas foram as seguintes:
- Zona A - (América do Norte e Central):[3] 5 times competem por 1 vaga;
- Zona B - (América do Sul):[3] 4 times competem por 1 vaga;
- Zona C - (Europa):[3] 6 times competem por 2 vagas;
- Zona D - (Sudeste Asiático e Oceania):[3] 2 times competem por 1 vaga;
- Zona E - (África, Oriente Médio, Índia e Paquistão):[3] 5 times competem por 1 vaga.

|                 | América do Norte e Central                                            | América do Sul                        | Europa                                                              | Sudeste Asiático e Oceania | África, Oriente Médio, Índia e Paquistão                 |
| --------------- | --------------------------------------------------------------------- | ------------------------------------- | ------------------------------------------------------------------- | -------------------------- | -------------------------------------------------------- |
| Sede do torneio | Wellington, Estados Unidos                                            | Punta del Este, Uruguai               | Chantilly, França                                                   | Pattaya, Tailândia         | Teerão, Irão                                             |
| Participantes   | - Canadá - Estados Unidos - Guatemala - México - República Dominicana | - Argentina - Brasil - Peru - Uruguai | - Alemanha - Espanha - França - Inglaterra - Itália - Países Baixos | - Malásia - Nova Zelândia  | - África do Sul - Índia - Paquistão - Nigéria - Zimbábue |
| Qualificados    | - Estados Unidos                                                      | - Argentina                           | - Espanha - Inglaterra                                              | - Nova Zelândia            | - Índia                                                  |

## Campeonato
As oito equipas qualificadas foram alocadas em dois grupos de 4 equipas. As equipas de cada grupo jogavam uma partida com os demais integrantes do grupo, sendo que o segundo colocado de cada grupo avançava para a Final do Bronze, e os melhores, para a Final do Ouro, para decidir o campeão do torneio.
As finais, tanto do bronze, como a do ouro, foram disputadas em jogo único.

### Grupo A
| Pos | Equipe         | J | V | D | GP | GC | SG  | Pts | Classificado    |
| --- | -------------- | - | - | - | -- | -- | --- | --- | --------------- |
| 1   | Argentina      | 3 | 3 | 0 | 33 | 19 | +14 | 6   | Final do ouro   |
| 2   | Estados Unidos | 3 | 2 | 1 | 31 | 27 | +4  | 4   | Final do bronze |
| 3   | Austrália      | 3 | 1 | 2 | 21 | 25 | −4  | 2   |                 |
| 4   | Espanha        | 3 | 0 | 3 | 23 | 37 | −14 | 0   |                 |

| 21 de outubro | Argentina | 12–9 | Estados Unidos | Sydney Polo Club, Sydney |
|               |           |      |                |                          |

| 21 de outubro | Austrália | 10–9 | Espanha | Sydney Polo Club, Sydney |
|               |           |      |         |                          |

| 24 de outubro | Argentina | 12–4 | Espanha | Sydney Polo Club, Sydney |
|               |           |      |         |                          |

| 24 de outubro | Austrália | 5–7 | Estados Unidos | Sydney Polo Club, Sydney |
|               |           |     |                |                          |

| 28 de outubro | Argentina | 9–6 | Austrália | Sydney Polo Club, Sydney |
|               |           |     |           |                          |

| 28 de outubro | Espanha | 10–15 | Estados Unidos | Sydney Polo Club, Sydney |
|               |         |       |                |                          |

### Grupo B
| Pos | Equipe        | J | V | D | GP | GC | SG  | Pts | Classificado    |
| --- | ------------- | - | - | - | -- | -- | --- | --- | --------------- |
| 1   | Chile         | 3 | 2 | 1 | 25 | 12 | +13 | 4   | Final do ouro   |
| 2   | Inglaterra    | 3 | 2 | 1 | 32 | 17 | +15 | 4   | Final do bronze |
| 3   | Nova Zelândia | 3 | 2 | 1 | 22 | 25 | −3  | 4   |                 |
| 4   | Índia         | 3 | 0 | 3 | 11 | 36 | −25 | 0   |                 |

| 22 de outubro | Inglaterra | 16–1 | Índia | Sydney Polo Club, Sydney |
|               |            |      |       |                          |

| 22 de outubro | Chile | 9–2 | Nova Zelândia | Sydney Polo Club, Sydney |
|               |       |     |               |                          |

| 25 de outubro | Inglaterra | 8–11 | Nova Zelândia | Sydney Polo Club, Sydney |
|               |            |      |               |                          |

| 25 de outubro | Chile | 11–2 | Índia | Sydney Polo Club, Sydney |
|               |       |      |       |                          |

| 28 de outubro | Inglaterra | 8–5 | Chile | Sydney Polo Club, Sydney |
|               |            |     |       |                          |

| 28 de outubro | Nova Zelândia | 9–8 | Índia | Sydney Polo Club, Sydney |
|               |               |     |       |                          |

## Finais
Bronze
| 29 de outubro | Inglaterra | 6–5 | Estados Unidos | Sydney Polo Club, Sydney |
|               |            |     |                |                          |

Ouro
| 29 de outubro | Argentina | 8–7 | Chile | Sydney Polo Club, Sydney |
|               |           |     |       |                          |

## Posições
| Sede   | Vencedor  | 2º    | 3º         |
| ------ | --------- | ----- | ---------- |
| Sydney | Argentina | Chile | Inglaterra |